# Porto Amboim
Porto Amboim er en by i den vestlige del af Angola med et indbyggertal på ca. 137.000 indbyggere. Byen ligger i provinsen Cuanza Sul ved landets atlanterhavskyst syd for hovedstaden Luanda.